# Thomas Parry (Sohn)
Sir Thomas Parry (* 1544; † 24./30. oder 31. Mai 1616) war ein englischer Parlamentarier und Diplomat. Er wurde dreimal für das House of Commons gewählt, musste allerdings in seiner letzten Wahlperiode seinen Sitz wie auch andere Ämter wegen der Verstrickung in eine politische Affäre einige Monate ruhen lassen.

## Herkunft und frühe Jahre
Parry wurde als ältester Sohn des gleichnamigen Vaters Sir Thomas Parry 1544 geboren. Für seine Mutter, Lady Anne Parry, war es in ihrer dritten Ehe das fünfte Kind. Sie war zuvor in ihrer zweiten Ehe mit Sir Adrian Fortescue verheiratet, einem späteren Seligen der römisch-katholischen Kirche, er wurde 1539 im Tower of London geköpft. Parry besuchte ab dem Alter von 14 Jahren Winchester College, reiste aber 1560 auch nach Antwerpen. Beim Tod seines Vaters am 15. Dezember 1560 hielt er sich in Italien auf und trat sein Erbe, Hampstead Marshall in Berkshire, erst im Frühjahr 1561 an.

## Erste Ämter und Wahl
1571 wurde Parry erstmals als Abgeordneter für das Borough Bridport ins englische House of Commons gewählt. 1575/76 und 1587/88 amtierte er als Sheriff von Berkshire. 1586 wurde er als Abgeordneter für das County Berkshire erneut ins House of Commons gewählt. 1596 wurde er zu einem Deputy Lieutenant von Berkshire ernannt. 1604 war er als Abgeordneter für das Borough St. Albans und 1614 erneut für das County Berkshire Mitglied des House of Commons.
Parry war mit der aus Bristol stammenden Dorothy Brooke verheiratet, einer Hofdame Königin Elisabeths I., das Paar blieb kinderlos. Lady Dorothy Parry überlebte ihren Gemahl um acht Jahre und starb 1624.

## Botschafter in Frankreich
Elisabeth I. ernannte Parry 1601 zum neuen Botschafter in Frankreich als Nachfolger von Sir Henry Neville, dem Großvater des späteren Autors Henry Neville, sie schlug ihn gleichzeitig zum Knight Bachelor. Parry scheint über die Ernennung nicht besonders glücklich gewesen zu sein, er zögerte seine Abreise nach Frankreich und die vorherige Einholung der Anweisungen bis Mai 1602 hinaus, was für Verärgerung bei der Königin sorgte. Ein Teil der Korrespondenz während seiner Botschaftertätigkeit am französischen Hof ist noch erhalten. Parry kehrte erst 1605 nach England zurück, König Jakob I. hatte ihn nach dem Tod der Königin 1603 in seinem Amt bestätigt.

## Weitere Ämter
Parry wurde zum Dank für seine Tätigkeit als Botschafter 1607 zum Mitglied des Privy Council ernannt sowie zum Kanzler des Herzogtums Lancaster als Nachfolger seines Halbbruders Sir John Fortescues. Er wurde 1610 erneut in das House of Commons gewählt, diesmal für St Albans. Ebenfalls ab 1610 sollte er die Gefangenschaft von Lady Arabella Stuart überwachen, der König bekam allerdings hinterbracht, dass Parry sie mehr als Gast denn als Gefangene behandelte und entzog Parry die Bewachung im März 1611 gegen eine Summe von 300 Pfund für dessen Auslagen. Parry war ab 1612 noch Mitglied einer Kommission, die die Einnahmen des Königs kontrollierte.

## Stockbridge election
Wegen seiner Verwicklung in die Vorgänge um die sog. Stockbridge election im Jahr 1614 verlor Parry seinen Sitz im House of Commons nach Beschluss seiner Parlamentskollegen für einige Monate. Es ging in der etwas komplizierten Angelegenheit im Wesentlichen um die Frage, wie die Mitglieder des Unterhauses in denjenigen Wahlbezirken gefunden werden sollten, die zu den sog. Rotten boroughs gehörten. Parry beharrte in seiner Eigenschaft als Kanzler des Herzogtums Lancaster darauf, dass er die zwei neuen Parlamentsmitglieder zu ernennen habe, und benannte diese. Die eigentlichen Wähler in Stockbridge ignorierten seine Ernennungen und wählten zwei eigene Parlamentarier. Parry intervenierte als Reaktion mit Drohbriefen und ließ einen der Wahlmänner festnehmen und einsperren. Daraufhin wurde die Sache selbst dem Unterhaus vorgetragen, das gegen Parry entschied, die Sitzung fand am 10. Mai 1614 statt. Im Ergebnis verlor Parry nicht nur seinen Parlamentssitz bis 1615, auch seine Mitgliedschaft im Privy Council wurde suspendiert. Auch seine Kanzlerschaft für Lancaster war betroffen, ihm wurde ein weiterer Kanzler zur Seite gestellt. Die Vorgänge um die Stockbridge election waren ein, letztlich bis heute, wichtiger Schritt zur Sicherung der Vorrechte und Privilegien des House of Commons gegenüber Inhabern königlicher Ämter.
Parry starb, ohne ein Testament hinterlassen zu haben, am 24./30. oder 31. Mai 1616, die Angaben hierüber variieren. Er wurde am 1. Juni 1616, wie sein Vater, in Westminster Abbey beigesetzt.